# Patrouillenboot 16
De Patrouillenboot 16 klasse (P16) (du: Patrouillenboot 16, fr: Canot Patrouilleur 16, it: Battello Pattugliatore 16) is een klasse van 14 patrouilleschepen die in gebruik zijn bij Motorbootkompanie 10, de eenheid van de Zwitserse krijgsmacht die de Zwitserse waterwegen, rivieren en meren bewaakt en beveiligt. Alle schepen hebben hun thuishaven in Brugg. Van daaruit worden ze over de weg naar de plaats van gebruik vervoerd. Regelmatig vinden er oefeningen plaats op het Bodenmeer, de meren in het kanton Ticino (de&fr: Tessin) en het Meer van Genève.
De eerste schepen van de Patrouillenboot 16-klasse werden in dienst genomen in 2019. Van de 14 schepen gaan er tien naar Motorbootkompanie 10, drie zullen gebruikt worden voor opleidingen en als reserve en het 14e schip zal door de Zwitserse luchtmacht (de: Schweizer Luftwaffe, fr: Forces aériennes suisses, it: Forze Aeree Svizzere) gebruikt worden voor watercrashtraining voor piloten.
Op 15 juni 2019 zijn de eerste schepen bij Shiptec in Luzern gedoopt en overgedragen aan de troepen. Deze werden direct ingezet voor de opleiding van personeel.

## Geschiedenis
Omdat Zwitserland een geheel door land omgeven natie is middenin de Alpen beschikte de Zwitserse krijgsmacht aan het begin van de Tweede Wereldoorlog niet over schepen, maar na het gebruik van watervliegtuigen door de Duitse Wehrmacht bij de invasies van Noorwegen en Nederland in 1940 vorderde het Zwitserse leger op verschillende meren particuliere boten die werden uitgerust met machinegeweren.
Vanaf 1941 werden de eerste geïmproviseerde Kampfboot-, Seetransport- und Seeverbindungs-Detachemente opgericht.
Begin 1942 werden de eerste Patrouillenboot 41’s, die speciaal voor de Zwitserse krijgsmacht ontwikkeld waren, in gebruik genomen. Zo ontstond in 1942/1943 een militaire vloot die werd ingezet op de grenswateren en de meren in het binnenland. De 9 Patrouillenboot 41’s waren samen met zo’n 50 gevorderde schepen verdeeld over 13 motorbootdetachementen (du: Motorbootdetachement, fr: Detachement de canots à moteur, it: Distaccamento motoscafi) die waren ingedeeld bij verschillende divisies.
In 1947 werden de dertien motorbootdetachementen) samengevoegd in een nieuw opgerichte Motorbootkompanie 1 (Mot Boot Kp 1) (fr: Detachement de canots à moteur 1 (Det canon mot 1), it: Compagnia motoscafi 1 (Cp motoscafi 1)), bestaande uit 13 pelotons verdeeld over negen meren.
Bij de reorganisatie in 1961 (“Armee 61”) werden de motorbootdetachementen over drie compagnies verdeeld:
- Mot Boot Kp III/47 (Bodenmeer), Genieabteilung 47, Grenzbrigade 7 (Gz Br 7)
- Cp motoscafi V/49 (Lago Maggiore en Meer van Lugano), Genieabteilung 49, Grenzbrigade 1 (Gz Br 1)
- Mot Boot Kp V/50 (Meer van Genève) Genieabteilung 50, Grenzbrigade 9 (Gz Br 9)

Begin jaren ‘80 werden de 9 Patrouillenboot 41’s vervangen door 11 Patrouillenboot 80’s.
Bij de reorganisatie in 1995 (“Armeereform 95”) bleven de drie motorbootcompagnies, die inmiddels Mot Boot Kp 15 (Meer van Genève), Mot Boot Kp 43 (Bodenmeer) en Cp motoscafi 96 (Lago Maggiore en Meer van Lugano) heetten, behouden ter ondersteuning van Territorialdivisionen en het Grenzwachtkorps, en om maritieme bewaking, verkenningen (o.a. radarbewaking en het verzamelen van inlichtingen) en scheepscontroles uit te voeren.
Bij de reorganisatie in 2004 (“Armeereform XXI”) werden de drie compagnies samengevoegd tot één: Mot Bootkp 10.
Tussen 2019 en 2021 worden de 11 Patrouillenboot 80’s vervangen door 14 Patrouillenboot 16’s.

## Algemeen
Ter vervanging van de Patrouillenboot 80 die begin jaren ’80 tachtig in gebruik was genomen, nodigde Armasuisse, de materieeldirectie (“Bundesamt für Rüstung”) van het Zwitserse ministerie van Defensie (“Eidgenössisches Departement für Verteidigung, Bevölkerungsschutz und Sport”) vijf internationale scheepswerven uit om een aanbieding te doen. De aanbesteding werd gewonnen door de Finse scheepswerf Marine Alutech, die met zijn type “Watercat 1250 Patrol” ook direct een prototype kon leveren voor beproevingen. Zwitserse scheepsbouwers worden ingeschakeld voor de afbouw en uitrusting van de schepen. Zes boten zullen worden gebouwd bij Marine Alutech in Teijo in Finland, en vervolgens afgebouwd en volledig uitgerust bij Shiptec in Luzern. Van de overige acht schepen levert Marine Alutech alleen de romp en worden ze verder gebouwd door Shiptec.
Voor de aanschaf van de boten, de bijbehorende logistiek en infrastructuur, werd in 2016 een budget van 49 miljoen Zwitserse frank (±46 miljoen Euro) goedgekeurd. Het cijfer “16” in de naam “Patrouillenboot 16” verwijst naar dat jaar. Na succesvolle beproevingen begon in juli 2018 de bouw van de schepen. Het eerste schip werd in februari 2019 aan het publiek gepresenteerd op de SuisseNautic, een Zwitserse beurs voor de nautische industrie die tweejaarlijks in februari plaatsvindt in Bern, waarna het schip in mei 2019 opgeleverd werd.
De eerste vier schepen werden op 15 juni 2019 in Luzern gedoopt en kregen de namen Venus, Uranus, Saturn en Antares, dezelfde namen als de Patrouillenboot 80’s die ze vervangen. Deze boten werden gebruikt om toekomstige bemanningen op te leiden. Op 15 mei 2021 werden de resterende 10 vaartuigen gedoopt en in dienst gesteld.

## Beschrijving
De 13,5 m lange en 3,7 m brede schepen zijn gemaakt van aluminium en hebben een doorvaarthoogte van 4,8 m. De schepen kunnen op een dieplader of aanhangwagen over de weg vervoerd worden. De mast wordt omlaag geklapt voor het transport over de weg. Achterop het schip is een neerklapbaar platform waarmee eenvoudig personen uit het water gehaald kunnen worden. Naast de bemanning is er in het schip ruimte voor 15 volledig uitgeruste militairen.
In het stuurhuis zijn vier werkplekken: rechtsvoorin zit de stuurman en linksvoorin de navigator. Achter de navigator is de werkplek van de commandant, en rechtsachterin zit de boordschutter. Aan de gang tussen het stuurhuis en de kajuit bevinden zich rechts de werkplek voor de radiotelegrafist en links een kleine kombuis en een kleine wasruimte met toilet.
Aandrijving
Het schip is voorzien van twee Volvo Penta D6-400/DHP aandrijfsystemen, elk bestaande uit een 5,5 liter 6  cilinder ‘common-rail’ lijnmotor met dubbele bovenliggende nokkenassen, turbo en supercharger geïntegreerd met een DuoProp-schroefsysteem De scheepsdieselmotoren leveren elk 294 kW (400 pk). De maximale snelheid is 35 kn (65 km/h).
Bewapening en uitrusting
Het Kongsberg Protector M151 RWS is voorzien van een 12,7 mm Mg 64 machinegeweer en 8 rookgranaatlanceerbussen. Het systeem is voorop het dak van het stuurhuis geïnstalleerd en wordt van binnen in het stuurhuis bediend door de boordschutter.
Op het dak van het stuurhuis zijn behalve de gebruikelijke positielichten verder aangebracht: een megafoon, zoeklicht, schijnwerper met 4 ledlampen en een korte mast met mavigatieradar, vhf, uhf TETRA en fm communicatieantennes, gps antenne, blauw zwaailicht, warmtebeeldcamera, ankerlicht en windsensor.
De mast kan neergeklapt worden voor het transport over de weg.
Kenteken
Alle Zwitserse vaartuigen zijn voorzien van een scheepskentekenplaat (du: Schiffs-Kontrollschilder, fr: plaque d'immatriculation des navires it: targhe d'immatricolazione di navi). De kentekenplaten van een schip moeten aan bakboord en stuurboord worden bevestigd. Voor de militaire vaartuigen zijn er speciale kentekens die beginnen met een M.
Zo heeft de Patrouillenboot 16 Aquarius het kenteken M1031.
Andere schepen waarvan de kentekens bekend zijn: Uranus (M1034), Saturn (1035) en Sirius 1039. Venus of Antares draagt kenteken M1033.

Andere Patrouillenboten 16 hebben de namen Pollux, Mars en Neptun

## Maritieme vlag
De patrouilleboten van de Motorbootkompanie de op binnenwateren patrouilleren, voeren in plaats van de gewone vierkante Zwitserse vlag de rechthoekige (2:3) Zwitserse maritieme vlag, die ook gevoerd wordt door koopvaardijschepen die onder Zwitserse vlag varen.